# フィリピン英語
フィリピン英語（フィリピンえいご、Philippine English）は、フィリピンで使われる英語のことで、メディアや教育を受けた人たちによって使われることが多い。

フィリピンで英語は公用語の一つとしてフィリピノ語と共に学校で教えられている。
英語は教育の場、宗教行事、印刷出版・メディア、そしてビジネスの場面などで主に使われる。しかし第二言語として使う人口のほうが母語として使う人たちより圧倒的に多い（国別英語話者数ランキング参照）。
大学の理数系は英語が使われる。むしろこういった場面で現地語を使うのは珍しい。英語の映画やテレビ番組は字幕なしでも通じる。
フィリピンで教えられる英語は、北アメリカで使われるアメリカ英語とよく似ている。しかしながら、フィリピンの多くの学校の職員は、英語圏のネイティブな英語話者ではないので、ゲルマン語派ではなくオーストロネシア語族系の文法がたまに見られる。
英語の第二言語習得により、スタンダードではない慣用法が出てくるときもある。

## 概要
フィリピン英語は基本的にアメリカンスタンダードに基づいているが、句読法や日時の表記法が異なるときもある。
- タガログ語が交じったタグリッシュ (Taglish) もあり、庶民や芸能人、学生など広く使われている。
- フィリピンでは英語は公用語として位置づけられ、放送でも高水準な英語が使用される。

英語を母語として使っている人達の英語の発音は、Rを強く発音することがあるが、アメリカ英語とほぼ全く同じものと言える。しかし母語話者ではない人の英語は、アメリカ英語とは少し異なる場合が多い。
フィリピン英語独特の変化というと、[f]音が[p]音になったり、[v]音が[b]音になったりすること、[-er]の時に[e]音が強くなること。
例：
- Awry = ['awe-ree]
- Filipino = [pili'pino] or [pʰili'pʰino]
- Victor = [bik'tor]
- Family = ['pɐmili] or ['pʰamili]
- Varnish = ['barnis]
- Fun = [pɐn] or [pʰan]
- Vehicle = ['bɛhikel] or ['bɛhikol]
- Lover = ['lɐber]
- Find = ['pɐjnd] or ['pʰɐjnd]
- Official = [o'pisʲɐl] or [o'pʰisʲɐl]
- Very = ['bɛri] or ['bejri]
- Guidon = [gi'don]
- Hamburger = ['hɐmburdzʲɛr]
- High-tech = ['hajtɛts]
- Hubcap = ['habkab]
- Margarine = [mɐrgɐ'rin]
- Seattle = ['sʲatel]
- Shako = [sʲa'ko]